# Navais
Navais is een plaats (freguesia) in de Portugese gemeente Póvoa de Varzim en telt 1683 inwoners (2001).